# Asagiri (cacciatorpediniere)
L'Asagiri (朝霧? lett. "Nebbia del mattino"), è stato un cacciatorpediniere della Marina imperiale giapponese, tredicesima unità appartenente alla classe Fubuki e primo in assoluto, nella Marina nipponica, a non ricevere più un identificativo numerico anteriore all'assegnazione del nome. Fu varato nel novembre 1929 dal cantiere di Sasebo.
Appartenente alla 20ª Divisione, formò con altre unità la scorta ai convogli impegnati nell'invasione della Malesia e poi dell'isola di Sumatra. Fu quindi presente all'occupazione delle isole Andamane e collaborò, durante l'incursione giapponese nell'Oceano Indiano, alla distruzione di alcuni mercantili. Seguì la 1ª Flotta nella decisiva battaglia delle Midway ma in posizione troppo arretrata per parteciparvi. Ad agosto fu inviato nelle isole Salomone per prendere parte alla campagna di Guadalcanal: il 28 agosto, mentre trasportava con altri cacciatorpediniere uno scaglione di fanteria, fu individuato e attaccato da bombardieri Douglas SBD Dauntless, che lo colpirono con un ordigno pesante e lo colarono a picco.

## Servizio operativo

### Costruzione
Il cacciatorpediniere Asagiri fu ordinato nell'anno fiscale edito dal governo giapponese nel 1927. La sua chiglia fu impostata nel cantiere navale di Sasebo il 12 dicembre 1928 e il varo avvenne il 18 novembre 1929; fu completato il 30 giugno 1930. Fu il primo cacciatorpediniere della Marina imperiale a non ricevere un identificativo numerico prima del completamento, una politica che era stata seguita sino al luglio 1928 e che fu ufficialmente abbandonata il 1º agosto: a tale data tutti i cacciatorpediniere in servizio ricevettero nuovi nomi. La nave formò con il Sagiri, lo Yugiri e l'Amagiri la 20ª Divisione, dipendente dalla 3ª Squadriglia della 1ª Flotta. Tra 1940 e 1941 il comando fu assunto dal capitano di corvetta Yasuo Arai.

### 1941-1942 e l'affondamento
Il 20 novembre 1941 l'Asagiri seguì la divisione d'appartenenza e l'intera 3ª Squadriglia da Kure a Samah sull'isola di Hainan, raggiunta il 26. Il 4 dicembre fu assegnato con i cacciatorpediniere gemelli alla scorta di convogli in partenza da questa città o dalla baia di Cam Ranh nel quadro delle operazioni anfibie collegate alla campagna della Malesia. Il 27 gennaio 1942 contribuì con il Fubuki, lo Shirayuki, lo Yugiri e l'ammiraglia della squadriglia Sendai alla distruzione del cacciatorpediniere HMS Thanet vicino a Endau. Dal 13 al 15 febbraio operò assieme alle formazioni che sbarcarono truppe sull'isola di Bangka e poi a Palembang, venendo coinvolto con il Fubuki e l'incrociatore leggero Yura nella cattura o affondamento di quattro unità alleate. Dal 21 al 24 vigilò alcuni dragamine impegnati a ripulire le acque vicino a Singapore e dello Stretto di Johore, poi il 12 seguì il resto nella divisione e coprì gli sbarchi nella Sumatra settentrionale. Subito dopo fu aggregato con i gregari alla formazione del viceammiraglio Jisaburō Ozawa che il 23 occupò senza incontrare resistenza le isole Andamane. Alla fine del mese seguì tale squadra nel Golfo del Bengala, dove nella prima metà di aprile eseguì numerosi affondamenti di navi mercantili; l'Asagiri, di scorta all'incrociatore pesante Chokai e poi alla portaerei Ryujo, collaborò alla distruzione di sei vascelli nemici. Rientrato a Singapore, fece ritorno in patria con i cacciatorpediniere gemelli il 22 aprile e a Kure fu revisionato. Intanto la 20ª Divisione era stata trasferita alla 1ª Flotta, che salpò a fine maggio per coprire a distanza la 1ª Flotta aerea, punta di lancia della vasta operazione per occupare l'atollo di Midway: nel dettaglio scortò la forza distaccata del viceammiraglio Shirō Takasu che, posizionata a metà strada tra Midway e le isole Aleutine, non fu coinvolta nel decisivo scontro.
Tornato in patria, l'Asagiri scortò con il resto della divisione un convoglio sino alle isole Amami Ōshima e dal 2 al 16 condusse in loco pattugliamenti anti-sommergibile; il 17 ebbe ordine di recarsi a Mergui, in Birmania, per future operazioni nell'Oceano Indiano. Raggiunse la destinazione il 31 dopo aver fatto tappa alla base militare di Mako e a Singapore, ma l'8 agosto fu dirottato a Guadalcanal, dove marine statunitensi erano sbarcati d'improvviso il giorno prima. I tre cacciatorpediniere (il Sagiri era stato affondato alla fine del 1941) navigarono sino a Davao e presero in consegna un gruppo di trasporti che salpò il 19 agosto: quattro giorni dopo tutte le navi giunsero alla base aeronavale di Truk. Il 24 l'Asagiri e i gemelli salparono per difendere un altro convoglio diretto a Guadalcanal, ma il 26 la missione fu modificata: assieme allo Yugiri, allo Shirakumo e all'Amagiri, l'Asagiri prese a bordo i soldati dai trasporti e quindi fece rotta per Guadalcanal. Il 28 agosto le quattro unità furono localizzate nello stretto Indispensable, tra le isole Florida e Malaita, da due bombardieri Douglas SBD Dauntless, che avvisarono la Cactus Air Force sull'isola. Nel tardo pomeriggio undici altri Dauntless si lanciarono all'attacco dei cacciatorpediniere, arrivati a 70 miglia da Guadalcanal (8°00′S 160°10′E): l'Asagiri fu centrato da una bomba da 500 libbre (circa 227 chili), esplose e affondò in pochi minuti. Si ebbero in totale 122 morti compresi una sessantina di militari dell'Esercito imperiale, mentre circa 270 tra marinai e soldati furono tratti in salvo dalle altre navi. Esse si ritirarono subito dopo, lo Yugiri trainando lo Shirakumo rimasto senza energia motrice.
L'Asagiri fu infine depennato dai ruoli della Marina imperiale il 1º ottobre 1942.